# Bande des 8 mètres
La bande 40 MHz désignée aussi par sa longueur d'onde, 8 mètres, est une bande pour radioamateurs. Cette bande est utilisable en permanence pour le trafic radio local et régional, et  sporadiquement pour le trafic radio à grande distance.

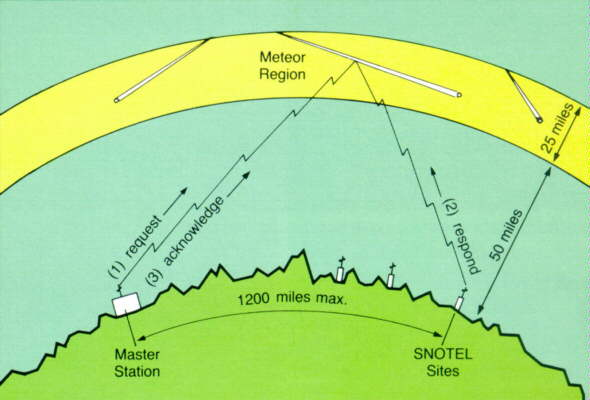
Propagation continentale par des traînées météoriques.

## Histoire
La bande des 8 mètres a été mise à la disposition des expérimentateurs amateurs au Royaume-Uni et dans l'État libre d'Irlande de 1925 à 1928. Une bande beaucoup plus large de 8 à 10 mètres a été attribuée aux amateurs à l'Australie et en Allemagne.
Du juillet au septembre 1927 une série de tests entre deux stations portables a été réalisée en Angleterre,.
De 1955 à 1959, l’Union Soviétique autorisa l’exploitation de la bande des 8 mètres (de 38 MHz à 40 MHz par les radio-amateurs. En Pologne, un permis spécial a été accordé à Michał Kasia, indicatif SP5AM, pour conduire des tests sur la bande de 38 MHz à 40 MHz. Il reuissit à établir des communications jusqu'au Extrème Orient. Un autre permis spécial a été accordé à la station du club SP5PRG. Une balise émettant sur 38 MHz a été installée à Yellowknife au Canada.
En 1988, le ministère australien des Communications a accordé à VK6RO une licence expérimentale d'un an pour émettre sur 2 fréquences ponctuelles de 35,81 MHz et 41,75 MHz afin d'effectuer des tests de propagation.
Le Bureau européen des radiocommunications (aujourd'hui ECC) de la CEPT, la National Telecommunications and Information Administration des États-Unis et l'IARU ont souligné la nécessité d'une expérimentation de la propagation au voisinage de 40 MHz,.

## La bande des8 mètresdans le monde
L’utilisation de la bande des 8 mètres est autorisée en Irlande, en Slovénie (de 40 MHz à 40,7 MHz), en Afrique du Sud , en Espagne et en Belgique. L’exploitation des balises est autorisée au Danemark et au Royaume-Uni.

## La bande en France
Pour la France, la bande des 8 mètres n'est pas autorisée au service amateur.

## La manœuvre d’une station radioamateur
Pour manœuvrer une station radioamateur dans la bande 8 mètres depuis des lieux prédéfinis, il est nécessaire de posséder un Certificat d'opérateur du service amateur de classe HAREC .

## Les antennes

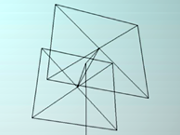
Antenne Quad pour les radiocommunications à grande distance

Les antennes les plus utilisées sur cette bande :
- Antenne Yagi jusqu'à 6 éléments
- Antenne quad
- Antenne losange
- Antenne log-périodique
- Réseau d'antennes
- Antenne colinéaire
- Antenne ground plane
- Antenne fouet
- Antenne fouet hélicoïdale (mobile) ;
- Antenne dipolaire ou dipôle

## La propagation locale

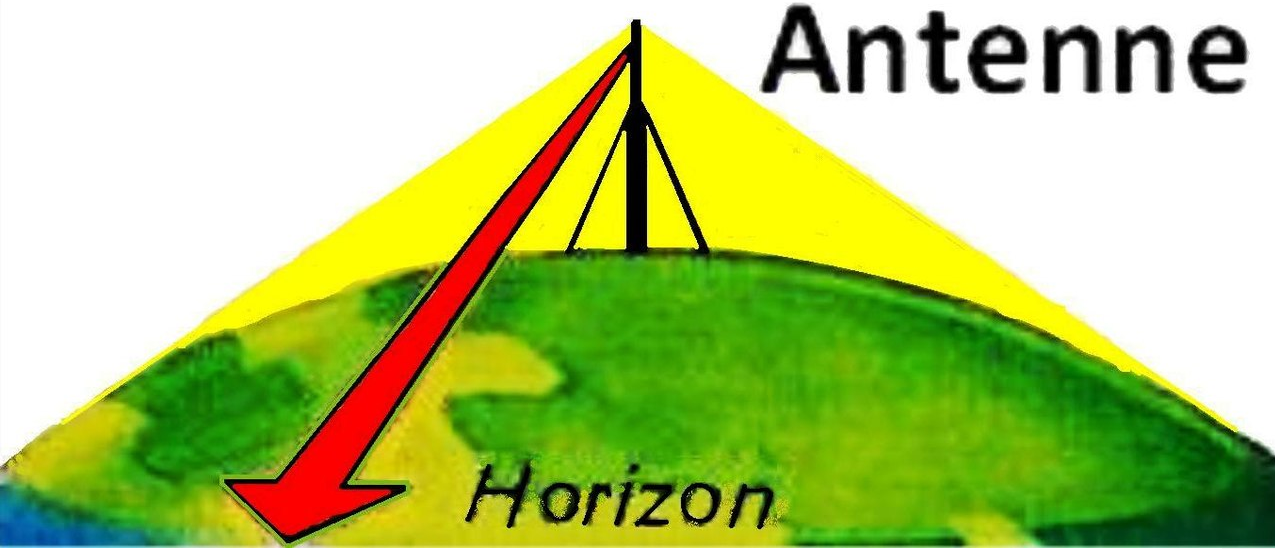
Propagation locale sur la bande VHF

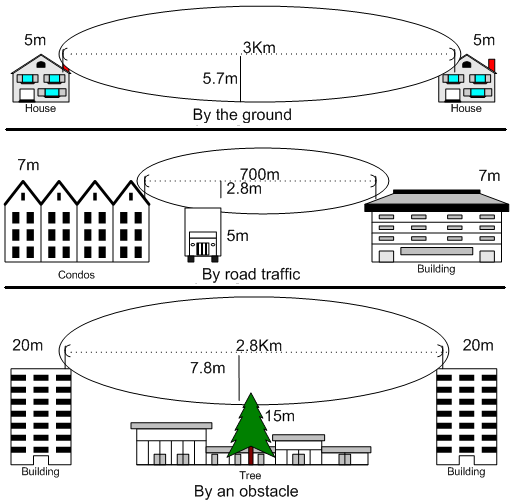
Propagation locale sur la bande VHF

La propagation est dans une zone de réception directe (quelques dizaines de kilomètres) en partant de l’émetteur. 
- La propagation est comparable à celle d’un rayon lumineux.
- Les obstacles sur le sol prennent de l’importance.
- En absence d'obstacles, la portée radio est fonction de la courbure de la terre et de la hauteur des antennes d’émission et de réception selon la formule:

- {\displaystyle d=4,188\times \ ({\sqrt {h1}}\ +{\sqrt {h2}})}
- d est la portée radio en km (sans obstacles intermédiaires.)
- h1 est la hauteur de l’antenne d’émission en mètres au-dessus de la hauteur moyenne du sol.
- h2 est la hauteur de l’antenne de réception en mètres au-dessus de la hauteur moyenne du sol.

Les portées pratiques obtenues en onde directe sont indiquées en kilomètres dans le tableau ci-dessous, suivant les hauteurs au-dessus du sol des antennes d'émission et de réception; la portée correspond à une puissance d'émission de 10 watts sur 40 MHz et pour une réception radioélectrique d'un champ de 4 microvolts par mètre.
| Hauteurs des antennes des stations au-dessus de la hauteur moyenne du sol | Hauteurs des antennes des stations au-dessus de la hauteur moyenne du sol | Distance de la portée | Distance de la portée |
| ------------------------------------------------------------------------- | ------------------------------------------------------------------------- | --------------------- | --------------------- |
| une station                                                               | l'autre station                                                           | en ville, en forêt    | en mer                |
| 1,80 m                                                                    | 1,80 m                                                                    | 3 km                  | 15 km                 |
| 9 m                                                                       | 1,80 m                                                                    | 6 km                  | 30 km                 |
| 9 m                                                                       | 9 m                                                                       | 9 km                  | 40 km                 |
| 180 m                                                                     | 1,80 m                                                                    | 23 km                 | 72 km                 |

## La propagation à grande distance

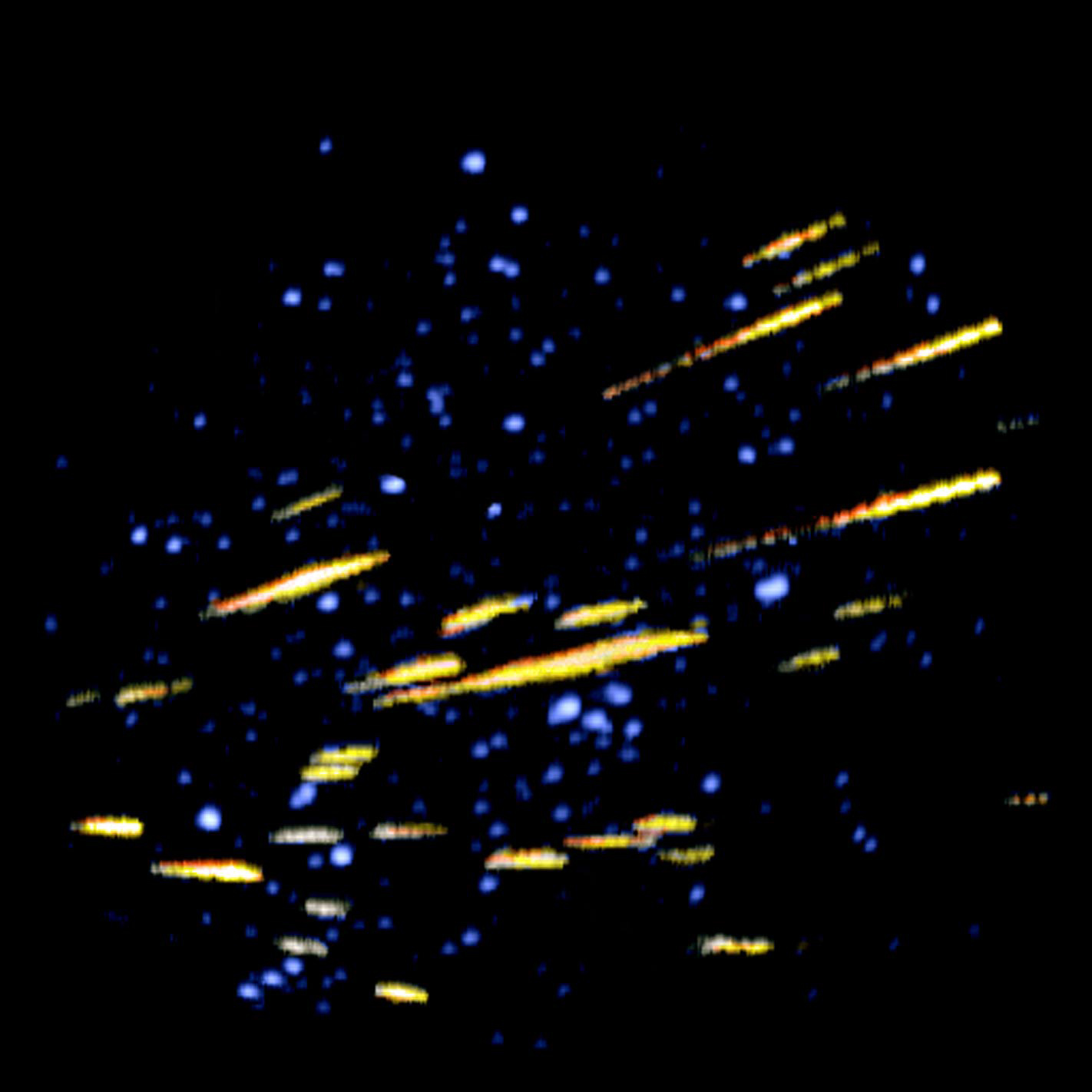
Traînées laissées par des météores.

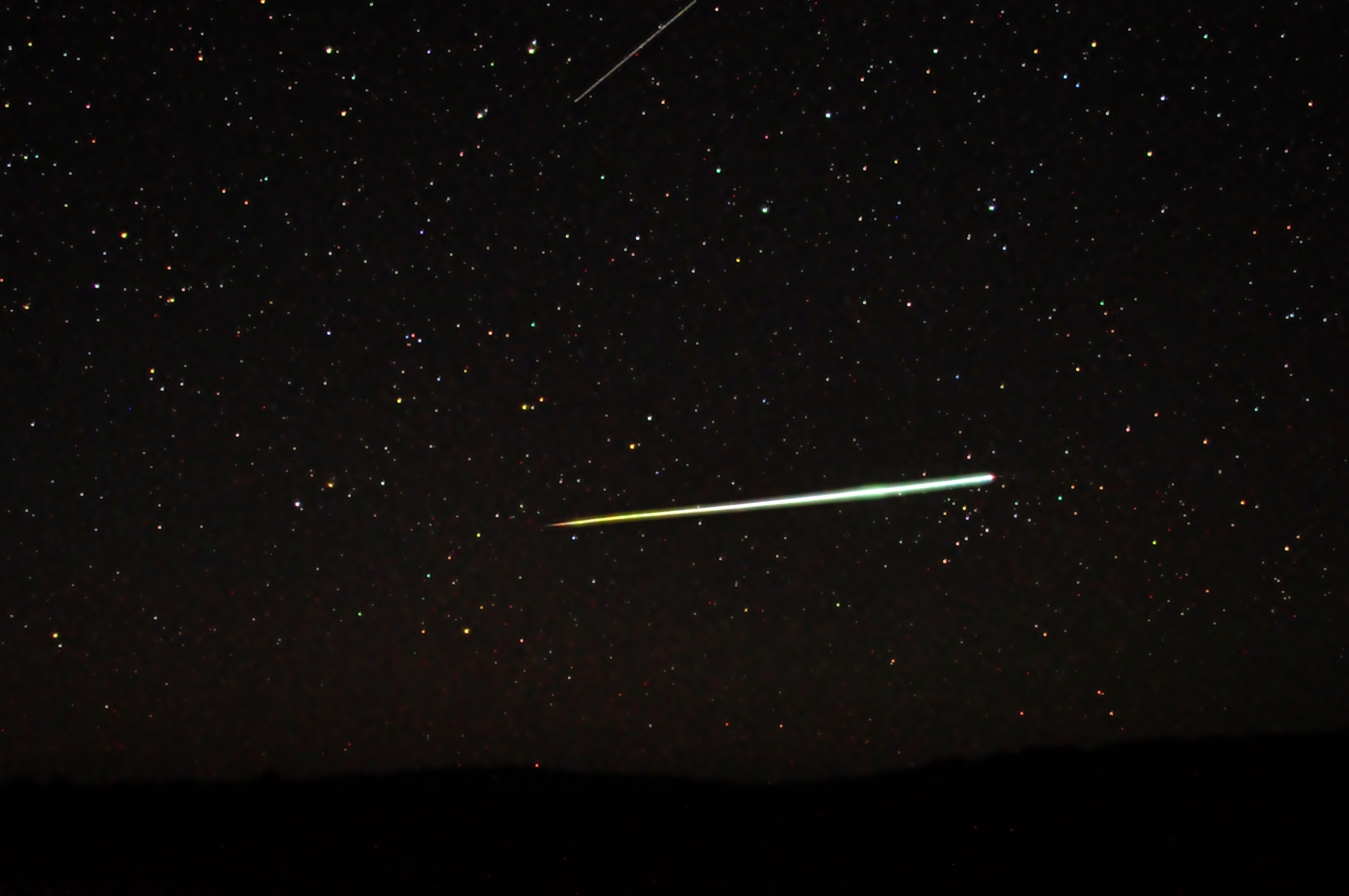
Traînées météoriques.

Cependant on observe des réceptions sporadiques à grande distance  :
- Ouverte en F2 le jour, en période de grande activité solaire (3 ans tous les 11 ans) pour la communication intercontinentale avec une distance de saut de 2 000 à 4 000 km.

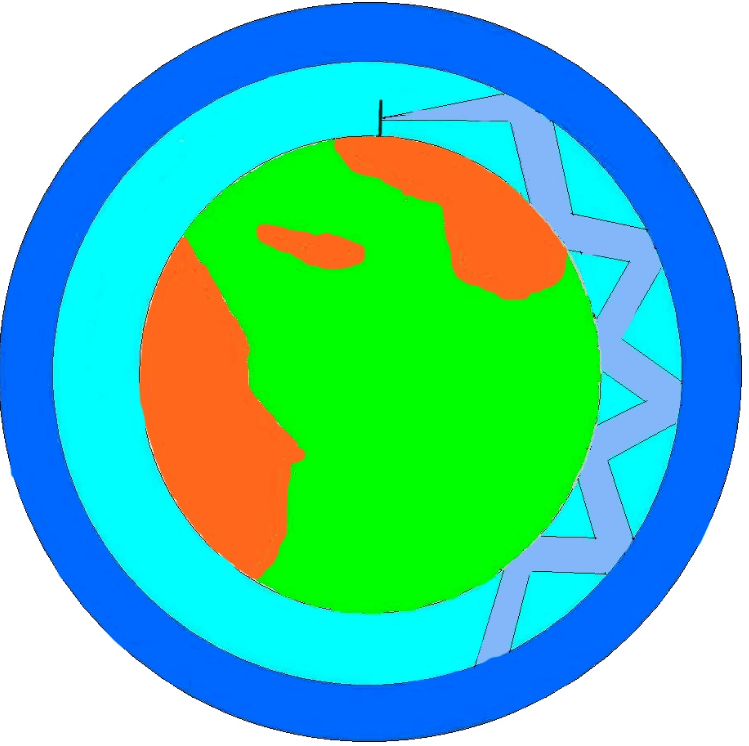
La propagation par onde réfléchie entre ciel et terre.

- Propagation sporadique E.au printemps et en été sur 1 000 à 2 000 km
- Ouverte en irrégularités alignées sur le champ magnétique troposphérique.
- De plus on rencontre en partant de l’émetteur une petite zone de réception par onde de sol, une zone de silence, une zone de réception indirecte, une zone de silence, une zone de réception indirecte, une zone de silence et ainsi de suite. L’énergie radiofréquence est réfléchie par les couches de l'ionosphère. Ces réflexions successives entre le sol ou la mer et les couches de l'ionosphère permettent des liaisons radios intercontinentales [21] .

## Réseau français d’informations VHF
Un réseau français d’informations VHF le mercredi à 21h locale en LSB est sur la fréquence 3 646 kHz et avec une veille radio permanente avec une diffusion d’information.